# Homoneura octoguttata
Homoneura octoguttata är en tvåvingeart som först beskrevs av Meijere 1913.  Homoneura octoguttata ingår i släktet Homoneura och familjen lövflugor. Inga underarter finns listade i Catalogue of Life.